# Лимонногорлый тукан
Лимонного́рлый тука́н (лат. Ramphastos citrolaemus) — один из видов туканов подсемейства Ramphastinae семейства тукановых. Ранее считался подвидом Ramphastos vitellinus, но теперь выделен в самостоятельный вид.
Лимонногорлый тукан — это тропическая птица, обитающая во влажных лесах Амазонки на территории Венесуэлы и Колумбии. Его легко заметить среди деревьев из-за ярко окрашенных головы и горла. В окраске преобладают чёрный, жёлтый и голубой цвета, а сам тип окраски таков, что создаётся контраст между тёмным туловищем и светлой головой. Массивный клюв делает тукана хорошо отличаемой птицей, а громкий голос позволяет определить местоположение. В рацион входят различные фрукты, такие как кокосы и инжир, а также насекомые, ящерицы, змеи, и даже яйца и птенцы.

## Описание

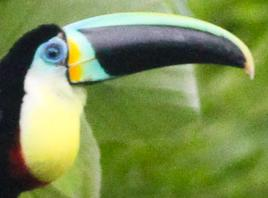
Клюв у основания — радужный

### Внешний вид
Лимонногорлый тукан — это средних размеров птица с характе́рным для всех туканов силуэтом. Длина туловища составляет 48 см, масса — около 360 гр. Клюв массивный, по своей величине превосходит голову. Крылья и хвост короткие, поэтому при полёте птица делает несколько быстрых и частых взмахов и непродолжительное время парит. Окраска туловища, хвоста и крыльев, как и у всех представителей рода, чёрная. Горло лимонно-жёлтого цвета, что и определило название данного вида. Область около глаза голубого цвета, который постепенно переходит в белый цвет на передней части шеи и далее в жёлтый на горле.
Клюв преимущественно чёрный, ярко окрашена лишь небольшая его часть около основания и полоска, проходящая по центру клюва сверху. Эта полоска голубая около лба и на бо́льшей своей части и жёлтая на конце клюва. Яркие цветовые пятна по бокам клюва переходят от ярко-красного у основания клюва к светло-голубому.

### Голос
Птица издаёт квакающие звуки, которые передаются как «крии-оп».

## Распространение
Лимонногорлые туканы обитают в амазонских тропических лесах в Южной Америке, на территории Венесуэлы и Колумбии. Птицы селятся как в низинных, так и в предгорных лесах, поднимаются на высоту до 500 м в Венесуэле и до 900 м — в Колумбии.

## Питание
В рацион входят кокосы, инжир и другие фрукты, различные насекомые и мелкие животные, такие как лягушки, ящерицы и змеи. Туканы могут питаться и яйцами птиц и их птенцами.